# Paracletus cimiciformis
Paracletus cimiciformis är en insektsart som beskrevs av Von Heyden 1837. Enligt Catalogue of Life ingår Paracletus cimiciformis i släktet Paracletus och familjen långrörsbladlöss, men enligt Dyntaxa är tillhörigheten istället släktet Paracletus och familjen pungbladlöss. Arten är reproducerande i Sverige.

## Underarter
Arten delas in i följande underarter:
- P. c. cimiciformis
- P. c. panicumi
- P. c. zhanhuanus